# Great Dog Island
Pour les articles homonymes, voir Dog Island.
Great Dog Island (aussi connue sous le nom Big Dog Island) est une île granitique de 354 habitants située au sud-est de l'Australie en Tasmanie. Elle fait partie de l'archipel Furneaux.
C'est une propriété privée qui a été fortement affectée par le feu, l'introduction de moutons et d'animaux exotiques.
L'île fait partie de la zone importante pour la conservation des oiseaux dans les Franklin Sound Islands. Elle a été identifiée par BirdLife International comme un refuge pour six espèces d'oiseaux

## Flore et faune
La végétation est dominée par le type d'herbe Poa poiformis.
Une espèce présente sur l'île est le Rakali (rat d'eau australien).